# Elizabeth Feinler

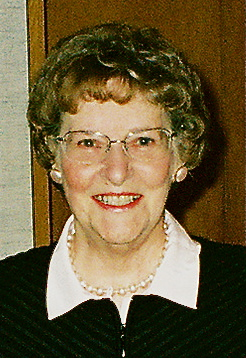
Elizabeth Feinler

Elizabeth Jocelyn Feinler (* 2. März 1931 in Wheeling) ist eine amerikanische Informationswissenschaftlerin. Sie war von 1972 bis 1989 Direktorin des Network Information Systems Center am Stanford Research Institute. Ihre Arbeitsgruppe arbeitete für das Arpanet, den Vorläufer des heutigen Internets.

## Leben
Feinler studierte Chemie an der West Liberty University in West Liberty, West Virginia und promovierte anschließend in Biochemie an der Purdue University. 1960 begann sie als Informationswissenschaftlerin bei SRI International in Menlo Park, Kalifornien und wurde 1972 Mitglied des Augmentation Research Center von Douglas Engelbart. Hier schrieb sie ein Handbuch für die Nutzung des Arpanet. Von 1974 bis 1989 war sie Direktorin des Netzwerkinformationszentrum(NIC). Ihre Gruppe entwickelte die ersten Internet-Yellow- und White-Page-Server und den ersten abfragebasierten Netzwerkhostnamen und Adressserver (WHOIS-Server). Von 1972 bis 1989 leitete ihre Gruppe das Host Naming Registry für das Internet und entwickelten das Top-Level-Domain-Namensschema von.com,.edu,.gov,.mil,.org und .net. Danach arbeitete sie für Sterling Software Corp. als Auftragnehmer für das NASA Ames Research Center in Mountain View, Kalifornien. Hier half sie beim Aufbau der NASA Science Internet- und Globe-NICs sowie bei der Entwicklung und Verwaltung des World Wide Web der NASA mit. Nach ihrer Pensionierung arbeitet sie ehrenamtlich für das Computer History Museum in Mountain View, Kalifornien und dokumentiert die Netzgeschichte.

## Ehrungen
Im Jahr 2012 wurde Feinler als erste Frau unter die „Pioneers“ der Internet Hall of Fame aufgenommen. 2024 wurde sie Fellow des Computer History Museum.

## Schriften (Auswahl)
- Host Tables, Top-Level Domain Names, and the Origin of Dot Com. IEEE Annals of the History of Computing 33(3): 74–79 (2011)
- The Network Information Center and its Archives. IEEE Annals of the History of Computing 32(3): 83–89 (2010)
- NIC/QUERY, a Novice User Interface Program. Berkeley Workshop 1976